# Compass Point Studios
Compass Point studio est un studio d'enregistrement situé à Nassau aux Bahamas, fondé en 1977 par Chris Blackwell.
AC/DC y a enregistré Back in Black en 1980. Certains artistes y ont enregistré une bonne partie de leur discographie, notamment Grace Jones, Talking Heads et Iron Maiden. De nombreux autres artistes comme The Rolling Stones, Dire Straits, Robert Palmer, R.E.M. et U2, y ont fait des enregistrements.
Le studio de Nassau a arrêté ses activités en septembre 2010, pour des raisons socio-politiques.

## Techniciens et producteurs
Techniciens et producteurs ayant travaillé aux Compass Point Studios : 
- Chris Blackwell, fondateur du studio et du label Island Records, producteur.
- Alex Sadkin, producteur.
- Terry Manning

## Liste (non exhaustive) des albums enregistrés aux Compass Point studios
Remarque : certains albums de la liste ont été enregistrés en plusieurs endroits, dont les Compass Point Studios.

### Années 1970
- Sneakin' Sally Through the Alley de Robert Palmer (1974)
- Marcus children AKA Social Living de Burning Spear (1978)
- More Songs About Buildings and Food de Talking Heads (1978)
- Love Beach de Emerson, Lake & Palmer (1978)
- Communiqué de Dire Straits (1979)
- The B-52's de The B-52's (1979)
- Voulez-Vous de ABBA (1979)
- Compass Point de David Allan Coe (1979)

### Années 1980
- Back in Black de AC/DC (1980)
- Wild Planet de The B-52's (1980)
- Remain in Light de Talking Heads (1980)
- British Steel de Judas Priest (1980)
- Warm Leatherette de Grace Jones (1980)
- Malice in Wonderland de Nazareth (1980)
- Clues de Robert Palmer (1980)
- Renegade de Thin Lizzy (1981)
- October de U2 (1981)
- Nightclubbing de Grace Jones (1981)
- True de Spandau Ballet (1982)
- Avalon de Roxy Music (1981-1982)
- Living My Life de Grace Jones (1982)
- Sheffield Steel de Joe Cocker (1982)
- Chill Out de Black Uhuru (1983)
- Flick of the Switch de AC/DC (1983)
- Piece of Mind d'Iron Maiden (1983)
- Whammy! de The B-52's (1983)
- Speaking in Tongues de Talking Heads (1983)
- Powerslave d'Iron Maiden (1984)
- Je suis comme toi de Sheila (1984)
- Anthem de Black Uhuru (1984)
- Boys and Girls de Bryan Ferry (1985)
- Turbo de Judas Priest (1986)
- Who Made Who de AC/DC (1986)
- Balance of Power d'Electric Light Orchestra (1986)
- Heavy Nova de Robert Palmer (1988)
- Stronger Than Pride de Sade (1988)
- Somewhere in Time d'Iron Maiden (1986)
- Tin Machine de Tin Machine (1989)

### Années 1990
- Post de Björk (1995)
- King de Belly (1995)
- Circus de Lenny Kravitz (1995)
- 5 de Lenny Kravitz (1998)
- Fijación Oral Vol.1 de Shakira (1998)
- Soul Lost Companion de Mark Lizotte (1999)
- Staying Power de Barry White (1999)

### Années 2000
- In Violet Light de The Tragically Hip (2002)
- Gravity at Last de Ayọ (2008)
- 19 d'Adele (2008)
- The Final Frontier d'Iron Maiden (2010)